# Huber Automobile Company
Huber Automobile Company war ein US-amerikanischer Hersteller von Kraftfahrzeugen.

## Unternehmensgeschichte
Edmund Sprung, Henry G. Ide und Mersden Burch gründeten 1903 das Unternehmen. Der Sitz war in Detroit in Michigan. Sprung war Präsident und Ide Sekretär und Schatzmeister. Sie begannen mit der Produktion von Kraftfahrzeugen. Der Markenname lautete Huber. Der Schwerpunkt lag auf Nutzfahrzeugen. In späteren Jahren konnten Fahrzeuge nicht nur gekauft, sondern auch gemietet werden. 1907 endete die Produktion.

## Fahrzeuge
Viele Fahrzeuge waren Omnibusse für Sightseeing.